# C/2013 V2 (Borisov)
C/2013 V2 (Borisov) — одна з гіперболічних комет. Ця комета була відкрита 6 листопада 2013 року; вона мала 16.9m на час відкриття.